# Paramicrodon flukei
Paramicrodon flukei är en tvåvingeart som först beskrevs av Charles Howard Curran 1936.  Paramicrodon flukei ingår i släktet Paramicrodon och familjen blomflugor. Inga underarter finns listade i Catalogue of Life.